# Микијељевић
Микијељевић је српско презиме, које се данас среће у Црној Гори и Србији. Слична презимена су Микијељ и сл.

## Порекло
Порекло породице Микијељевић је из села радовићи, поред античког приморског града Грипуле у заливу Траште, који је разорен крајем 14. века. Имају заједничко порекло са презименима Микијељ и Миљешковић који такође живе у Бококоторском заливу Траште.